# Dikrella cedrelae
Dikrella cedrelae är en insektsart som först beskrevs av Paul W. Oman 1937.  Dikrella cedrelae ingår i släktet Dikrella och familjen dvärgstritar. Inga underarter finns listade i Catalogue of Life.